# Franco Nero
Pour les articles homonymes, voir Nero.
Francesco Clemente Giuseppe Sparanero, dit Franco Nero, est un acteur, réalisateur, producteur et scénariste italien, né le 23 novembre 1941 à San Prospero (province de Modène, région d'Émilie-Romagne). Son rôle le plus emblématique est celui du personnage principal de Django (1966), qui fait de lui une icône de la culture populaire et lance une carrière internationale qui comprend plus de 200 rôles principaux et secondaires dans une grande variété de productions cinématographiques et télévisuelles.
Au cours des années 1960 et 1970, Nero travaille activement dans de nombreux films de genre italiens, dont des poliziottesci, des gialli, et des westerns spaghetti. Ses films les plus connus sont La Bible (1966), Camelot (1967), La Mafia fait la loi (1968), El mercenario (1968), La Bataille de la Neretva (1969), Tristana (1970), Compañeros (1970), Confession d'un commissaire de police au procureur de la république (1971), Journée noire pour un bélier (1971), Le Témoin à abattre (1973), Un citoyen se rebelle (1974), Keoma (1976), La Proie de l'autostop (1977), L'ouragan vient de Navarone (1978), L'Implacable Ninja (1981), 58 Minutes pour vivre (1990), Lettres à Juliette (2010), Cars 2 (2011), John Wick 2 (2017), et  L'Exorciste du Vatican (2023). 
Nero entretient une longue relation avec Vanessa Redgrave, qui a débuté lors du tournage de Camelot. Ils se sont mariés en 2006 et sont les parents de l'acteur Carlo Nero (né en 1969).

## Biographie
Natif de l'Émilie-Romagne, Franco Nero est élevé à Bedonia et à Milan. Il étudie brièvement à la Faculté d'Économie et de commerce, avant d'abandonner ses études pour intégrer le Piccolo Teatro de Giorgio Strehler à Milan.

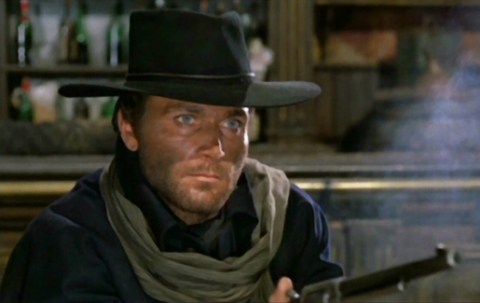
Franco Nero dans Django en 1966.

Au cinéma, où il débute en 1962, il s'est principalement illustré dans les westerns spaghettis avec pour principal rôle celui de Django dans le film du même nom, mis en scène par Sergio Corbucci (1966). Il a également incarné le personnage de Kéoma, indien métis libre et rebelle, dans le film homonyme réalisé par Enzo G. Castellari en 1976. Il est considéré comme l'un des meilleurs et des plus grands acteurs du western européen encore vivant.
Mais Nero a aussi travaillé avec Carlo Lizzani (La Célestine à ses débuts), Luis Buñuel (Tristana avec Catherine Deneuve), Rainer Werner Fassbinder (Querelle d'après Jean Genet), Damiano Damiani, Giuliano Montaldo, Elio Petri, Luigi Zampa, Pasquale Festa Campanile, Duccio Tessari, Tinto Brass, Marco Bellocchio (La Marche triomphale), Claude Chabrol (Les Magiciens), Pupi Avati, le grec Michael Cacoyannis (Sweet Country en 1987)… 
Il a incarné les bibliques Abel (La Bible de John Huston), Nathan et Gamaliel, Lancelot du Lac (la comédie musicale Camelot), Don José dans L'Homme, l'Orgueil et la Vengeance (L'uomo, l'orgoglio, la vendetta), une version western de Carmen (avec Tina Aumont), Rudolph Valentino (en 1975, avec Yvette Mimieux en Natacha Rambova), Jésus Christ (Stridulum), John Silas Reed (dans un film du russe Sergueï Bondartchouk), Toscanini, Garibaldi, Versace en 1998, Léonard de Vinci (Le Visionarium) et Saint Augustin en 2010. 

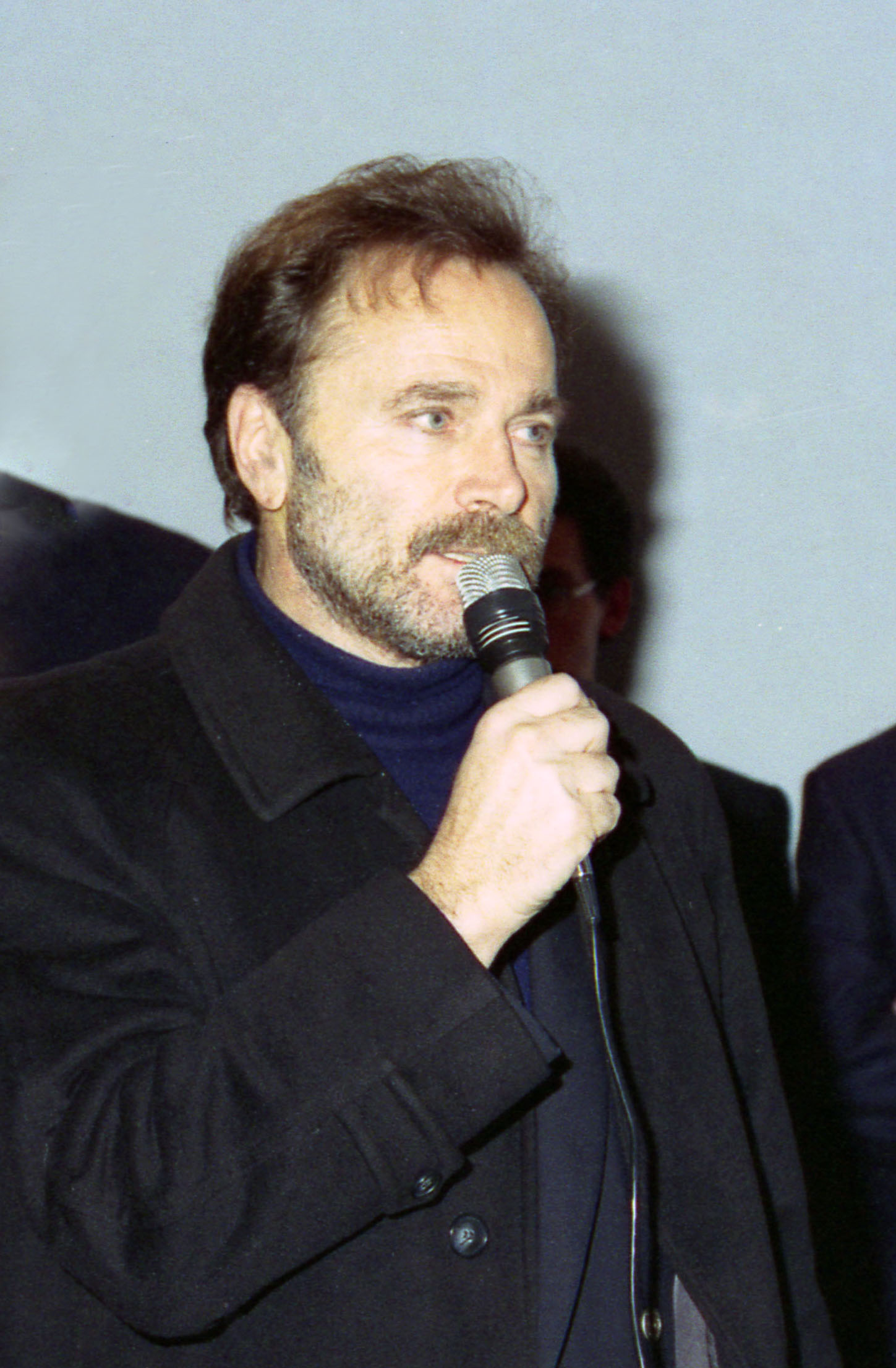
Franco Nero en 1995.

Il joue dans d'autres productions originales et étrangères comme La Vierge et le Gitan de Christopher Miles d'après D. H. Lawrence, Le Moine d'Ado Kyrou d'après Matthew Gregory Lewis ou Amélia Lopez O'Neill de Valeria Sarmiento en 1991, sur un scénario de Raoul Ruiz, travaillant également avec des cinéastes venus de Yougoslavie, de Hongrie ou d'Algérie.
Cependant, c'est le film d'action qui domine sa carrière : westerns (nombreuses compositions de Mexicains et d'Indiens), policiers, films de guerre, voire l'horreur et la science-fiction, avec pour partenaires masculins (souvent américains) Lee J. Cobb (La Mafia fait la loi en 1968), Jack Palance (El mercenario), Klaus Kinski (L'Homme, l'Orgueil et la Vengeance), Tomás Milián (Compañeros), Martin Balsam (Confession d'un commissaire de police au procureur de la république), Eli Wallach (Et viva la révolution !), Anthony Quinn (Los amigos), Telly Savalas (Le Salopard), Sterling Hayden, Ben Gazzara, Michel Constantin, Fabio Testi, John Saxon ou Don Johnson (Les Bâtards en 2008). C'est en véritable vedette internationale qu'il apparaît dans les superproductions La Bataille de la Neretva (1969) ou L'ouragan vient de Navarone (1978). C'est encore dans ce registre qu'il s'impose en méchant face à Bruce Willis dans le blockbuster 58 minutes pour vivre en 1990. En 2002 il est L'ultimo pistolero.
Mais, dans ses films d'action ou dans des œuvres plus intellectuelles, Nero collectionne aussi les partenaires féminines les plus séduisantes : Claudia Cardinale (La Mafia fait la loi, Lucia et les Gouapes), Giovanna Ralli, Florinda Bolkan, Charlotte Rampling, Nathalie Delon (Le Moine), Joanna Shimkus (La Vierge et le Gitan), Barbara Bach, Jennifer O'Neill, Virna Lisi (Croc-Blanc et sa suite), Dalila Di Lazzaro, Susan George, Laura Morante, Ursula Andress ou Laura del Sol, sa compagne Vanessa Redgrave à plusieurs reprises, et les partenaires masculins les plus prestigieux : Fernando Rey, James Mason, Helmut Berger, Max von Sydow ou Christopher Lee… Nero tente d'ailleurs une carrière romantique à la télévision avec Le Pirate en 1978, en prince du désert aux côtés d'Anne Archer, mais c'est en prêtre égyptien retors qu'il marque le plus dans le péplum Les Derniers Jours de Pompéi (1984). L'exotisme lui colle à la peau.
En 2005, Franco Nero a réalisé Forever Blues. Après avoir doublé Topolino dans Cars 2 en 2011, l'acteur a tourné dans le 1er épisode de la saison 13 de New York, unité spéciale où il incarne un haut dignitaire italien accusé de viol, une fiction inspirée par l'affaire Dominique Strauss-Kahn.
En 2012, il revient dans Django Unchained de Quentin Tarantino, un western hommage à son film le plus célèbre. En 2017 il est invité à danser lors de la quatrième semaines de la 12e saison du programme phare de la Rai 1 en Italie, Ballando con le stelle, au côté de sa femme Vanessa Redgrave.
En 2024, il est invité par le groupe de Heavy Metal/Stoner Rock Uncle Acid and the Deadbeats à participer, parmi d'autres acteurs italiens cultes, aux parties narratives de l'album Nell' ora blu.

### Vie privée
Il est marié à l'actrice Vanessa Redgrave, avec qui il a eu un fils, l'écrivain et réalisateur Carlo Nero, en 1969. Leur mariage a eu lieu en 2006, près de quarante ans après leur première liaison.

## Filmographie sélective

### Comme acteur

#### Au cinéma

##### Années 1960
- 1962 : La Peau à vif (Pelle viva) de Giuseppe Fina
- 1964 : Une femme disponible (La ragazza in prestito) d'Alfredo Giannetti
- 1965 : La Célestine (La Celestina P... R...) de Carlo Lizzani
- 1965 : Les Criminels de la galaxie (I criminali della galassia) d'Antonio Margheriti
- 1965 : Je la connaissais bien (Io la conoscevo bene) d'Antonio Pietrangeli
- 1965 : Les Forcenés (Gli uomini dal passo pessante) d'Albert Band et Mario Sequi
- 1965 : Technique d'un meurtre (Tecnica di un omicidio) de Franco Prosperi
- 1965 : La Guerre des planètes (I diafanoidi vengono da Marte) d'Antonio Margheriti
- 1966 : Django de Sergio Corbucci : Django
- 1966 : Le Temps du massacre (Tempo di massacro) de Lucio Fulci
- 1966 : Texas Adios (Texas, addio) de Ferdinando Baldi
- 1966 : La Bible (The Bible: In the Beginning...) de John Huston : Abel
- 1966 : Le Froid Baiser de la mort (Il terzo occhio) de Mino Guerrini
- 1967 : La Mafia fait la loi (Il giorno della civetta) de Damiano Damiani
- 1967 : Camelot de Joshua Logan
- 1968 : El mercenario (Il mercenario) de Sergio Corbucci
- 1968 : Un coin tranquille à la campagne (Un tranquillo posto di campagna) de Elio Petri
- 1968 : L'Homme, l'Orgueil et la Vengeance (L'uomo, l'orgoglio, la vendetta) de Luigi Bazzoni
- 1969 : Exécutions (Un detective) de Romolo Guerrieri
- 1969 : À l'aube du cinquième jour (Dio è con noi) de Giuliano Montaldo
- 1969 : La Bataille de la Neretva (Battle of Neretva) de Veljko Bulajić

##### Années 1970
- 1970 : La Vierge et le Gitan de Christopher Miles
- 1970 : Tristana de Luis Buñuel
- 1970 : Compañeros (Vamos a matar, compañeros) de Sergio Corbucci
- 1971 : Confession d'un commissaire de police au procureur de la république (Confessione di un commissario di polizia al procuratore della repubblica) de Damiano Damiani
- 1971 : Journée noire pour un bélier (Giornata nera per l'ariete) de Luigi Bazzoni
- 1971 : Nous sommes tous en liberté provisoire (L'istruttoria è chiusa: dimentichi) de Damiano Damiani
- 1971 : La vacanza de Tinto Brass
- 1971 : Et viva la révolution ! (¡Viva la muerte… tua!) de Duccio Tessari
- 1972 : Jeanne, papesse du diable (Pope Joan) de Michael Anderson
- 1972 : Le Moine d'Ado Kyrou
- 1973 : L'Affaire Matteotti de Florestano Vancini
- 1973 : Le Témoin à abattre (La Polizia incrimina la legge assolve) d'Enzo G. Castellari
- 1973 : Le Salopard (Senza ragione) de Silvio Narizzano
- 1973 : Lucia et les Gouapes (I guappi) de Pasquale Squitieri
- 1973 : Croc-Blanc (Zanna Bianca) de Lucio Fulci
- 1974 : Le Retour de Croc-Blanc de Lucio Fulci
- 1974 : Un citoyen se rebelle (Il cittadino si ribella) de Enzo G. Castellari
- 1974 : Comment tuer un juge (Perché si uccide un magistrato) de Damiano Damiani
- 1975 : Corruption, l'Affaire du juge Vanini (Corruzione al palazzo di giustizia) de Marcello Aliprandi
- 1975 : Les Maîtres (Gente di rispetto) de Luigi Zampa
- 1976 : Scandalo de Salvatore Samperi
- 1976 : Keoma de Enzo G. Castellari
- 1977 : Les Requins du désert (Sahara Cross) de Tonino Valerii
- 1977 : La Proie de l'autostop (Autostop rosso sangue) de Pasquale Festa Campanile
- 1978 : L'ouragan vient de Navarone (Force 10 from Navarone) de Guy Hamilton
- 1978 : Le Visiteur maléfique (Stridulum) de Giulio Paradisi
- 1978 : Les Chasseurs de monstres (Il cacciatore di squali) d'Enzo G. Castellari
- 1979 : Un dramma borghese de Florestano Vancini
- 1979 : Détective comme Bogart (The man with Bogart's face) de Robert Day
- 1979 : Le Bandit aux yeux bleus (Il bandito dagli occhi azzuri) d'Alfredo Giannetti

##### Années 1980
- 1980 : Cobra (Il giorno del cobra) d'Enzo G. Castellari
- 1980 : L'Implacable Ninja (Enter the ninja) de Menahem Golan
- 1981 : La Salamandre (The Salamander) de Peter Zinner
- 1981 : La Vengeance du faucon (Бановић Страхиња) de Vatroslav Mimica
- 1982 : Kamikaze 1989 de Wolf Gremm
- 1982 : Querelle de Rainer Werner Fassbinder
- 1982 : Der Bauer von Babylon documentaire de Dieter Schidor
- 1982 : Grog de Francesco Laudadio
- 1982 : Les Cloches rouges, 1re partie : le Mexique en flammes (Krasnye kolokola. Film 1. Meksika v ogne) de Sergueï Bondartchouk
- 1982 : Les Cloches rouges, 2e partie : J'ai vu naître un nouveau monde (Krasnye kolokola. Film 2. Ia videl rojdenie novogo mira) de Sergueï Bondartchouk
- 1984 : Andre Handles Them All (en) (André schafft sie alle) de Peter Fratzcher
- 1985 : Il pentito de Pasquale Squitieri
- 1986 : Sweet Country de Michael Cacoyannis
- 1986 : The Girl (en) d'Arne Mattsson
- 1986 : Tre giorni ai tropici de Tommaso Dazzi
- 1987 : Django 2 (Django II, il grande ritorno) de Nello Rossati
- 1987 : Toscanini (Young Toscanini) de Franco Zeffirelli
- 1988 : Pigmalione 88 de Flavio Mogherini : Lorenzo
- 1988 : Marathon (Run for your life) de Terence Young
- 1988 : Top line (en) (Alien terminator) de Nello Rossati
- 1988 : Magdalene (Silent night) de Monica Teuber

##### Années 1990
- 1990 : 58 Minutes pour vivre (Die Hard 2) de Renny Harlin
- 1990 : Amelia Lópes O'Neill de Valeria Sarmiento
- 1990 : Breath of Life (en) (Diceria dell'untore) de Beppe Cino
- 1990 : Or (it) de Fabio Bonzi et Leonid Bits
- 1990 : Fratelli e sorelle de Pupi Avati
- 1991 : Prova di memoria (it) de Marcello Aliprandi (+ production)
- 1991 : Der Fall Lucona de Jack Gold
- 1992 : Le Visionarium (From time to time) de Jeff Blyth : Leonard de Vinci
- 1993 : Jonathan degli orsi d'Enzo G. Castellari
- 1995 : Io e il re de Lucio Gaudino
- 1995 : Témoin innocent (The innocent sleep) de Scott Mitchell
- 1995 : Ha-Italkim ba' im de Eyal Halfon
- 1996 : Honfoglalás (en) de Gábor Koltay (it)
- 1996 : La medaglia (it) de Sergio Rossi
- 1997 : Il tocco : La sfida d'Enrico Coletti (it)
- 1998 : Talk of Angels de Nick Hamm
- 1998 : The Versace murder (en) de Menahem Golan
- 1999 : Li chiamarono... briganti! de Pasquale Squitieri
- 1999 : L'escluso (it) de Carlo Nero
- 1999 : Maestrale (it) de Sandro Cecca (it)

##### Années 2000
- 2000 : Mirka de Rachid Benhadj
- [2000 : Sacra corona de Gábor Koltay
- 2001 : La Femme qui rêve (La ragion pura) de Silvano Agosti
- 2001 : Megiddo : The omega code 2 (en) de Brian Trenchard-Smith
- 2001 : Ultimo stadio (it) de Ivano De Matteo
- 2001 : Chimera (en) de Pappi Corsicato
- 2001 : Fumata blanca de Miguel García Borda
- 2002 : Die 8. todsünde : Das toskana-karussell de Peter Patzak
- 2002 : L'Ultimo pistolero court-métrage d'Alessandro Dominici
- 2003 : Cattive inclinazioni de Pierfrancesco Campanella
- 2003 : Post coitum de Juraj Jakubisko
- 2004 : Guardiani delle nuvole (en) de Luciano Odorisio
- 2005 : Forever Blues (en) de Franco Nero
- 2005 : Elio Petri, note sur un auteur (Elio Petri… appunti su un autore) de Federico Bacci, Nicola Guarneri et Stefano Leone
- 2006 : Hans de Louis Nero
- 2006 : Amore e libertà : Masaniello (it) d'Angelo Antonucci
- 2006 : Two families de Romano Scavolini
- 2006 : Mineurs de Fulvio Wetzl (en)
- 2007 : Márió, a varázsló de Tamás Almási (en)
- 2007 : Bastardi (en) de Federico Del Zoppo et Andres Alce Meldonado
- 2007 : Viaggio in corso nel cinema di Carlo Lizzani documentaire de Francesca Del Sette
- 2007 : Role play court-métrage de Frank Gigante
- 2008 : La Rabbia de Louis Nero
- 2008 : Ti stramo : Ho voglia di un'ultima notte da manuale prima di tre baci sopra il cielo (it) de Pino Insegno et Gianluca Sodaro
- 2008 : Bathory de Juraj Jakubisko : le roi Mathias II
- 2008 : Mord ist mein geschäft, Liebling (en) de Sebastian Niemann
- 2008 : Soltanto un nome nei titoli di testa documentaire de Daniele Di Biasio
- 2008 : Una storia di lupi court-métrage de Cristiano Donzelli
- 2009 : Angelus Hiroshimae de Giancarlo Planta (it)
- 2009 : Palestrina - Prince de la Musique de Georg Brintrup
- 2009 : Franco Cristaldi e il suo cinema Paradiso de Massimo Spano
- 2009 : Lullaby court-métrage de Louis Nero

##### Années 2010
- 2010 : Lettres à Juliette (Letters to Juliet) de Gary Winick
- 2010 : Letters to Juliet : A courtyard in Verona court-métrage d'Andrew Lipschultz
- 2010 : Letters to Juliet : The making of in Italia court-métrage d'Andrew Lipschultz
- 2010 : Prigioniero di un segreto de Carlo Fusco
- 2010 : Rasputin de Louis Nero
- 2011 : New order de Marco Rosson
- 2011 : Father de Pasquale Squitieri
- 2011 : A memória que me contam de Lúcia Murat
- 2012 : Canepazzo de David Petrucci
- 2012 : Django Unchained de Quentin Tarantino : Amerigo Vassepi
- 2012 : Eurocrime ! The italian cop and gangster films that ruled the '70s documentaire de Mike Malloy
- 2012 : The woods de Michael Mandell
- 2013 : Handy de Vincenzo Cosentino
- 2013 : Cadences obstinées de Fanny Ardant
- 2014 : Mamula de Milan Todorovic
- 2014 : L'été sera chaud (Love Island) de Jasmila Žbanić
- 2016 : The Broken Key de Louis Nero
- 2016 : The Jester from Transylvania d'Adrian Popovici
- 2017 : John Wick 2 (John Wick: Chapter 2) de Chad Stahelski : Julius
- 2017 : The Lost City of Z de James Gray : Baron de Gondoriz
- 2017 : Iceman de Felix Randau : Ditob
- 2017 : The Time of their Lives (en) de Roger Goldby : Alberto
- 2017 : Silent Lives de Vladislav Kozlov : Alexander De Salm
- 2017 : The Executrix de Michele Civetta et Joseph Schuman : Carlo
- 2019 : L'Affaire Collini

##### Années 2020
- 2020 : The Executrix (Agony) de Michele Civetta
- 2021 : L'uomo che disegnò Dio de Franco Nero : Emanuele
- 2021 : Ennemi invisible (Recon) de Robert David Port : Angelo
- 2022 : Silent Life de Vladislav Kozlov
- 2022 : Dante's Hell de Boris Acosta
- 2023 : L'Exorciste du Vatican (The Pope's Exorcist) de Julius Avery : le pape
- 2024 : In the Hand of Dante de Julian Schnabel

#### À la télévision

##### Téléfilms
- 1997 : Nessuno escluso de Massimo Spano
- 1997 : Les Charmes de la vengeance (en) (Bella Mafia), de David Greene
- 1997 : La Bible : David de Robert Markowitz : Nathan
- 1997 : Painted Lady de Julian Jarrold
- 1998 : Il tesoro di Damasco de José María Sanchez
- 1999 : La voce del sangue d'Alessandro Di Robilant
- 2000 : Saint-Paul de Roger Young
- 2001 : Les Croisés (Crociati) de Dominique Othenin-Girard
- 2003 : Herz ohne Krone de Peter Patzak
- 2005 : Summer Solstice de Giles Foster
- 2008 : Mein Herz in Chile de Jörg Grünler
- 2019 : Un Noël magique à Rome (Christmas in Rome) d'Ernie Barbarash : Luigi Forlinghetti

##### Séries télévisées
- 1984 : Les Derniers Jours de Pompéi (The Last Days of Pompeii) de Peter Hunt (rôle d'un gourou de secte "égyptienne")
- 1994 : Desideria et le Prince rebelle (Desideria e l'anello del drago) de Lamberto Bava et Andrea Piazzesi
- 1996 : Le retour de Sandokan (Il ritorno di Sandokan, mini-série) : Yogi Azim
- 1997 : Le Désert de feu de Enzo Girolami Castellari : Marcel Duvivier
- 2007 : Fortune et Trahisons (Der Fürst und das Mädchen)
- 2011 : New York, unité spéciale (saison 13, épisode 1) : Roberto Distasio
- 2023 : Django : Le vieil homme

#### Doublage
- 2009 : Dante's inferno : Abandon all hope de Boris Acosta (version italienne)
- 2010 : Cars 2 de John Lasseter et Brad Lewis

### Comme réalisateur
- 2005 : Forever Blues
- 2021 : L'uomo che disegnò Dio

### Comme scénariste
- 1993 : Jonathan degli orsi d'Enzo G. Castellari
- 2005 : Forever Blues de Franco Nero

### Comme producteur
- 1971 : La vacanza de Tinto Brass
- 1978 : Le Chasseur de requins (Il cacciatore di squali) d'Enzo G. Castellari
- 1978 : Un drame bourgeois (Un dramma borghese) de Florestano Vancini
- 1980 : Le Bandit aux yeux bleus (Il bandito dagli occhi azzurri) d'Alfredo Giannetti
- 1990 : Diceria dell'untore de Beppe Cino
- 1993 : Jonathan degli orsi d'Enzo G. Castellari
- 1999 : L'escluso de Carlo Nero
- 2005 : Forever Blues de Franco Nero
- 2007 : Márió, a varázsló de Tamás Almási
- 2007 : La rabbia de Louis Nero
- 2011 : New order de Marco Rosson
- 2014 : Il mistero di Dante de Louis Nero

## Distinctions
- 1968 : David di Donatello du meilleur acteur pour son rôle dans le film La Mafia fait la loi.
- Nomination pour le Golden Globe de la révélation masculine de l'année lors de la 25e cérémonie des Golden Globes pour son rôle de pour le rôle de Lancelot du Lac dans Camelot (récompense gagnée par Dustin Hoffman)
- Prix de la carrière au Festival du film de Taormine en 1989
- Prix de la carrière au Festival international du film de Transylvanie en 2007
- Prix de la carrière au Festival international du film de Moscou 2017